# シェナンドー・バレー

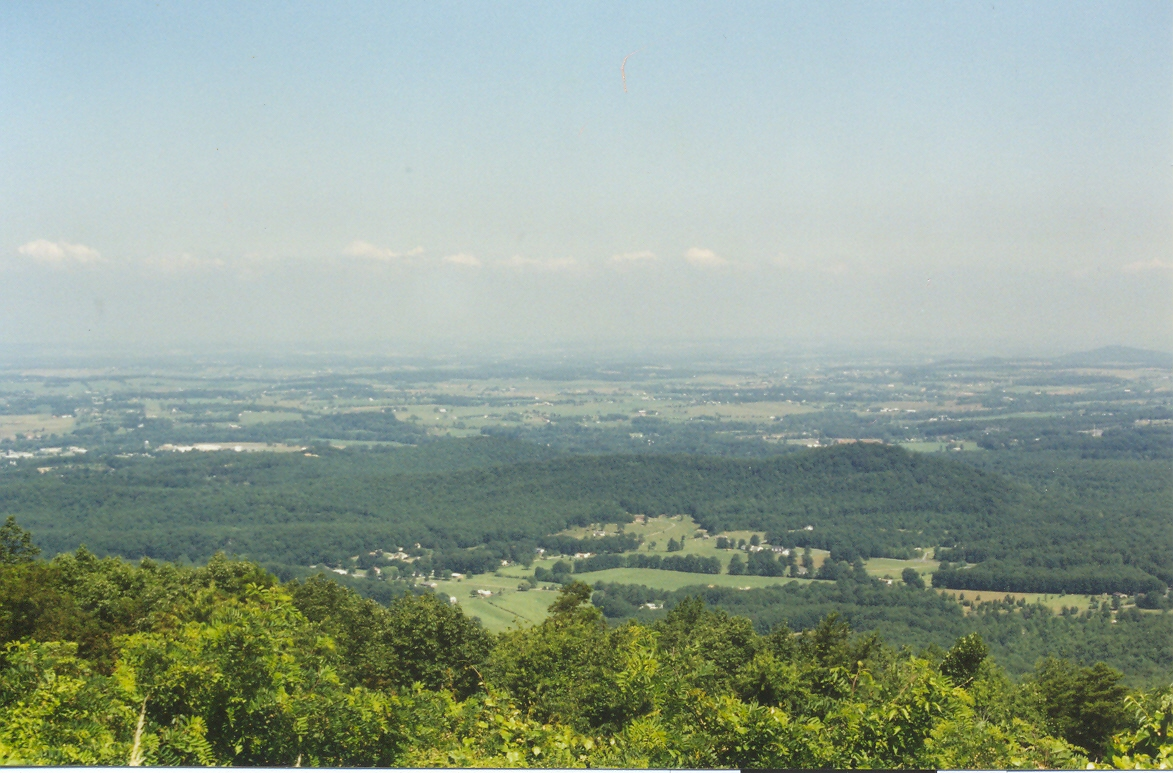
シェナンドー・バレー、ブルーリッジ高速道より。

シェナンドー・バレー（英語名:Shenandoah Valley）は、アメリカ合衆国バージニア州西部、ウィンチェスターからスタントンにかかる地域の名称。
シェナンドア・バレーとも表記される。
谷はブルーリッジ山脈を東に、アパラチアおよびアレーゲーニー台地を西に接している。また、リッジ・アンド・バレー地方にも位置している。

## 地理
谷の中にある多くの小都市には、ハリソンバーグ、ウェインズボロ、フロント・ロイヤルなどの都市が含まれる。またこの地域にはウェストバージニア州の、東側に突き出ている細長い地域と、同じく小都市であるマーティンズバーグ、ハーパーズ・フェリーが含まれる。シェナンドー・バレーの中心を下るとマサナッテン山・パウエルズ山脈が山脈を成し、シェナンドー郡にあるフォート・バレーを取り囲んでいる。
地理学的に、シェナンドー・バレーはロアノークまで達しているが、ロアノークとレキシントンはスタントンのやや南まで達しているシェナンドー川流域にはない。北から南まで、シェナンドー・バレーはウェストバージニア州にあるバークレー郡、ジェファーソン郡の二つの郡と、バージニア州にあるフレデリック郡、クラーク郡、ウォーレン郡、シェナンドー郡、ペイジ郡、ロッキンガム郡、オーガスタ郡の七つの郡を取り巻いている。

## 歴史

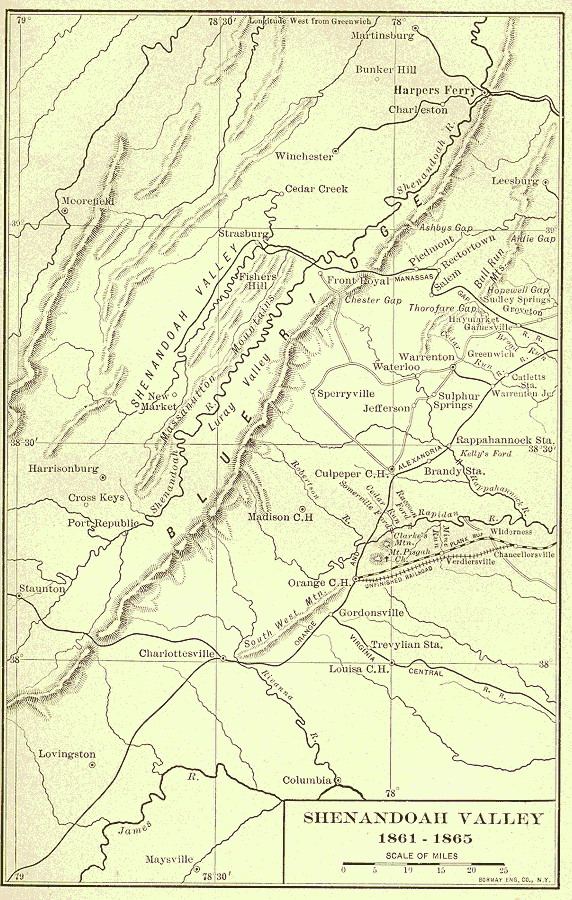
シェナンドー・バレー、南北戦争時の地図。中央に表されている太い線はブルーリッジ山脈である。

「シェナンドー」という言葉は、「星々の美しい娘」を表すネイティブ・アメリカンの語句に由来する。谷道（後に大ワゴン街道、合衆国高速道路11号線）は、デラウェア（レナーペ）族やカトーバ族のような部族のための、定期的な移動用の街道として始まり、その後は荷馬車、最終的には自動車の主要な道路となった。20世紀までに、谷街道は有料道路となり、結局はバージニア州政府が権限を獲得して合衆国高速道路11号線となった。より新しい州間高速道路81号線は旧谷道と並行する。
シェナンドー・バレーは実りの多い農業地帯である。谷の豊かな農業用地への大きな期待が見込まれたにもかかわらず、1716年にスウィフト川峡谷で、当時バージニア州知事であったアレクサンダー・スポッツウッドの命による黄金の蹄鉄探検騎士団が横断したことでも知られるブルーリッジ山脈は、東部から進める植民地拡大にとって大きな障害であった。その代わり谷は、1730年代にペンシルベニア州からやってきた、ドイツ人やスコットランド系北アイルランド人の移民たちが最初に移住した。前者であるドイツ移民たちは「シェナンドー・ペンシルベニアドイツ人（シェナンドー・ドイチュ、Shenandoah Deitsch）」として知られていた。バージニア州にあるタイドウォーターおよびピエドモント地域にあった多くのイギリス人入植地とは対照的に、どちらの移民もポトマック川からシェナンドー・バレーまで南下した。
シェナンドー・バレーは南北戦争においてもバレー方面作戦などが行われた主要な戦地であり、アメリカ合衆国ブドウ栽培地域（AVA）も位置する。